# フェライト (磁性材料)

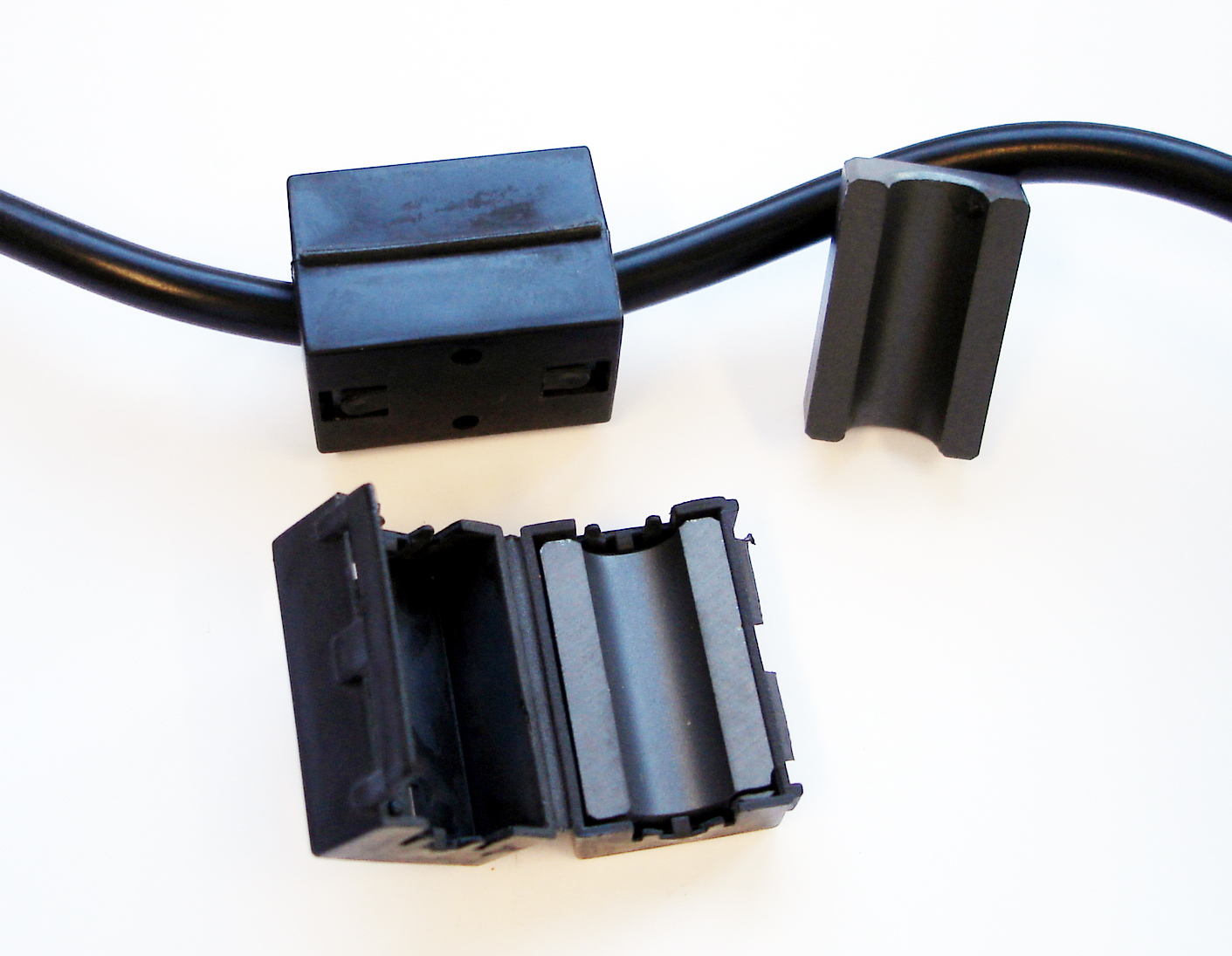
高周波ノイズ低減用のフェライトクランプ

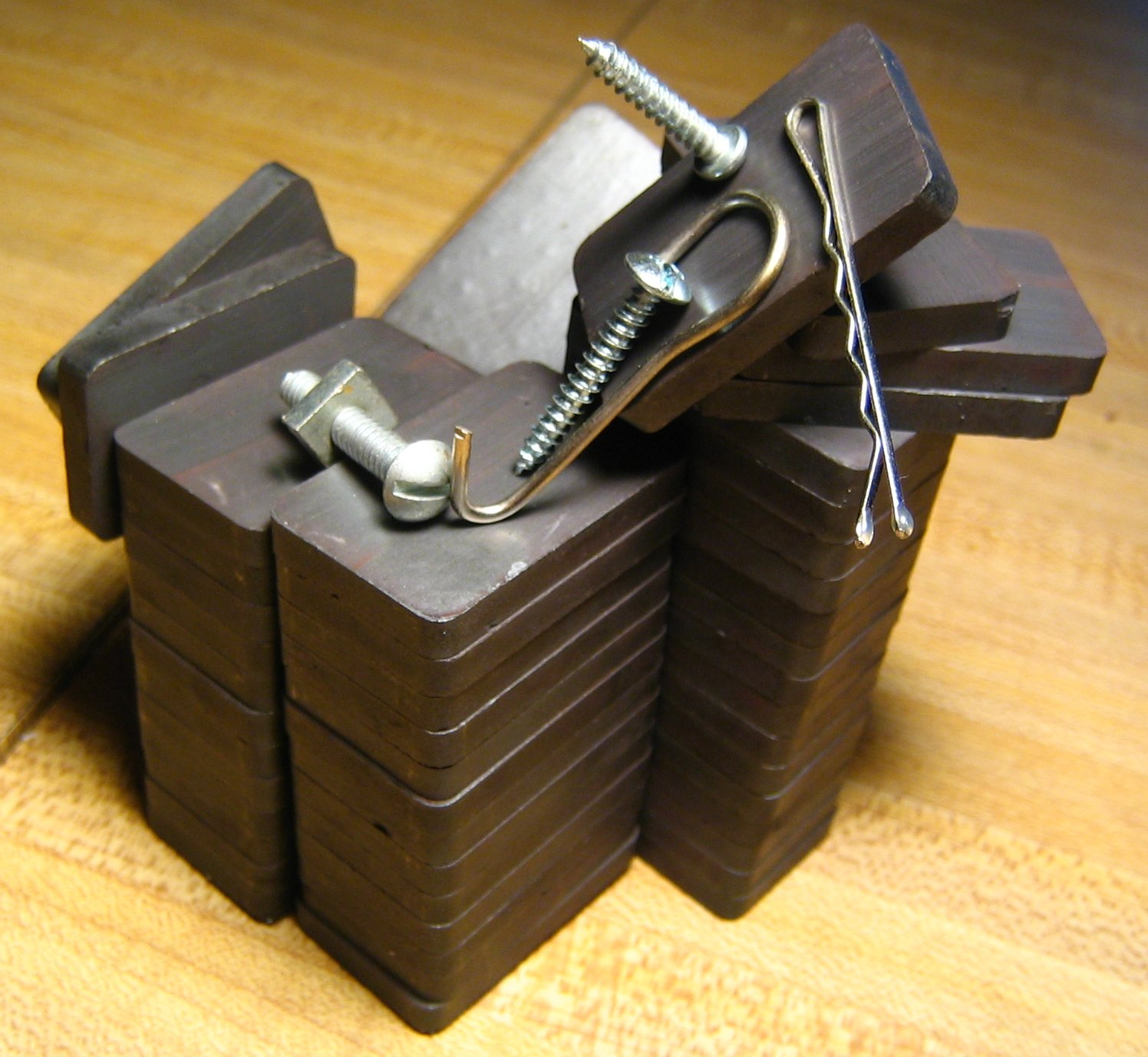
フェライト磁石

フェライト（英: ferrite）は、酸化鉄を主成分とするセラミックスの総称である。

## 概要
強磁性を示すものが大半であり、磁性材料として広く用いられている。
軟磁性を示すものをソフトフェライト、硬磁性を示すものをハードフェライトと呼ぶ。東京工業大学の加藤与五郎と武井武によって発明された。
磁石（フェライト磁石）やインダクタ等のコア（フェライトコア）等、磁性体として、特に電磁的な部品用として多用されている。
従来の珪素鋼板（参考：ケイ素鋼）では渦電流が発生して加熱するので高周波での磁心の使用には不適で欧米ではダスト・コアと呼ばれる金属磁性体を樹脂で固めた磁心が使用されていたが、第二次世界大戦後には高周波特性の優れたフェライトコアに置き換えられた。

## 分類
フェライトは結晶構造によってスピネルフェライト、六方晶フェライト、ガーネットフェライト等に分類される。

### スピネルフェライト
スピネル型結晶構造を持つ。組成式は {\displaystyle {\ce {AFe2O4}}}（AはMn,Co,Ni,Cu,Zn等）。
最も一般的なフェライトであり、そのほとんどはソフトフェライトである。マンガン亜鉛フェライト、ニッケル亜鉛フェライト、銅亜鉛フェライト等が代表的なものである。透磁率が高く、また電気抵抗が高いことから高周波数領域での渦電流損失が小さいため、高周波用のインダクタやトランスの磁芯材料として用いられる。亜鉛フェライトは反強磁性体であり強磁性を示さないが、他のスピネルフェライトに亜鉛を添加すると磁性を強める働きがある。
コバルトフェライトはスピネルフェライトの中では例外的に保磁力が大きく、かつては磁石(商品名：OP磁石）として用いられた。これがフェライトの最初の実用例である。現在ではより高性能な六方晶フェライトに取って代わられている。また、磁鉄鉱（マグネタイト、Fe3O4）もスピネルフェライトの一種で、Aサイトの元素がFeとなったものである。

### 六方晶フェライト
マグネトプランバイト型の六方晶型結晶構造を持つ。組成式は{\displaystyle {\ce {AFe12O19}}}（AはBa,Sr,Pb等）。マグネトプランバイト型フェライト、M型フェライトとも呼ばれる。スピネルフェライトと比べて磁気異方性が大きいため大きな保磁力を示す、代表的なハードフェライトである。バリウムフェライト、ストロンチウムフェライトがフェライト磁石として用いられている。また、M型とはやや異なる六方晶型結晶構造（W型、Y型、Z型等と呼ばれる）のフェライトも存在し、磁石としてM型を上回る特性を持つ可能性があることから注目されている。

### ガーネットフェライト
ガーネット型結晶構造を持つ。組成式は {\displaystyle {\ce {RFe5O12}}}（Rは希土類元素）。
RIG（Rare-earth Iron Garnet、希土類鉄ガーネット)とも呼ばれる。代表的なものはYIG（Yttrium Iron Garnet、イットリウム鉄ガーネット）である。高周波領域での磁気損失が小さいため、マイクロ波用磁性材料として用いられる。

## 歴史

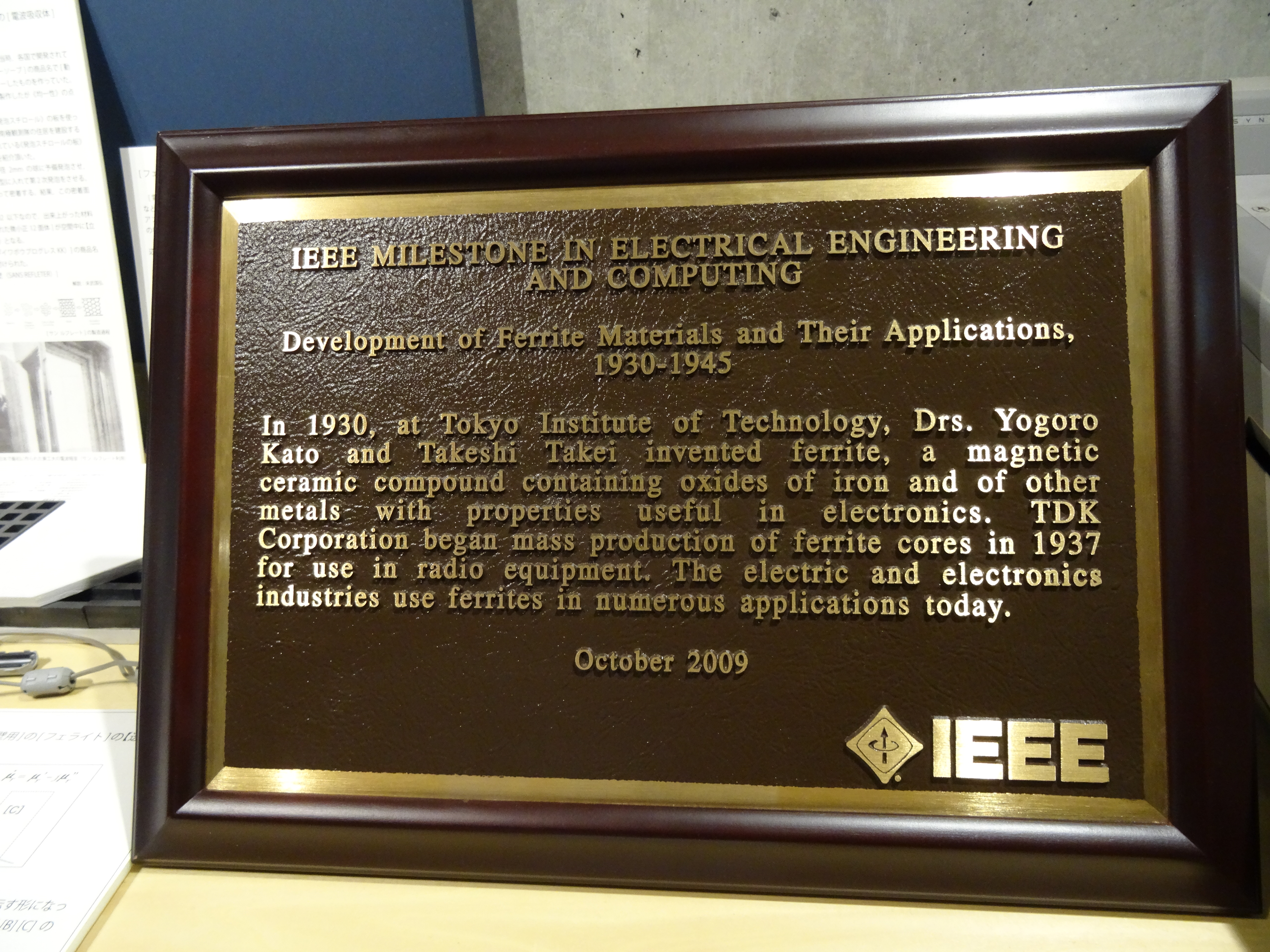
フェライトの開発研究に対する貢献に対して授与されたIEEEマイルストーン銘版。東京工業大学博物館所蔵。

1930年に加藤与五郎と武井武がハード・フェライトとソフト・フェライトを発見した。ソフト・フェライトについて、1930年1月21日の日本鉱業会の例会にて講演という形で日本語で発表した（口頭発表者は加藤）。この例会にて発表した内容については、質疑を含めて、論説および報告として10ページにまとめられ、日本鉱業会誌の1930年3月号に、加藤、武井の連名で「亞鐵酸亞鉛 (Zinc Ferrite) の組成、化學的性質及び磁性に關する研究」というタイトルで掲載された。また、米国電気化学会の第57回 General Meeting of the American Electrochemical Societyにて、1930年5月30日に、日本鉱業会の例会の講演と同様の内容を""Studies on Zinc Ferrite. Its Formation, Composition, and Chemical and Magnetic Properties"のタイトルで、加藤、武井の連名で英語で講演した（口頭発表者は加藤）。同年12月に、特許を出願した。ハード・フェライトについても同年12月に特許を出願し、1933年の工業化学雑誌に「酸化金屬磁石に就て」というタイトルで論文発表した。1933年にフィリップス社のSnoekらが酸化物磁性材料の研究を開始した。1935年に斎藤憲三が東京電気化学を創業。1937年からソフトフェライトの生産を開始し、1938年にフィリップス社は東京電気化学製のフェライトのサンプルを入手した。1941年にフィリップス社がオランダ国内で特許を出願した。
その後、1949年にフィリップス社は日本にも特許を出願し、1950年に認められた。1954年から特許の無効を求めて東京電気化学は法廷で争ったが、東京電気化学の出願した特許権は維持費用の未払いのため特許権が切れており、1956年に他社よりも優位に立ちたい同社はフィリップスに有利な条件で和解に至る。1970年にルイ・ネールはノーベル物理学賞を受賞した。1990年に武井は、功績を認められ、米国セラミックス協会から名誉会員に推挙された。2009年10月にフェライトはIEEEマイルストーンの事業として認定された。